# Dorpsweg (Maartensdijk)

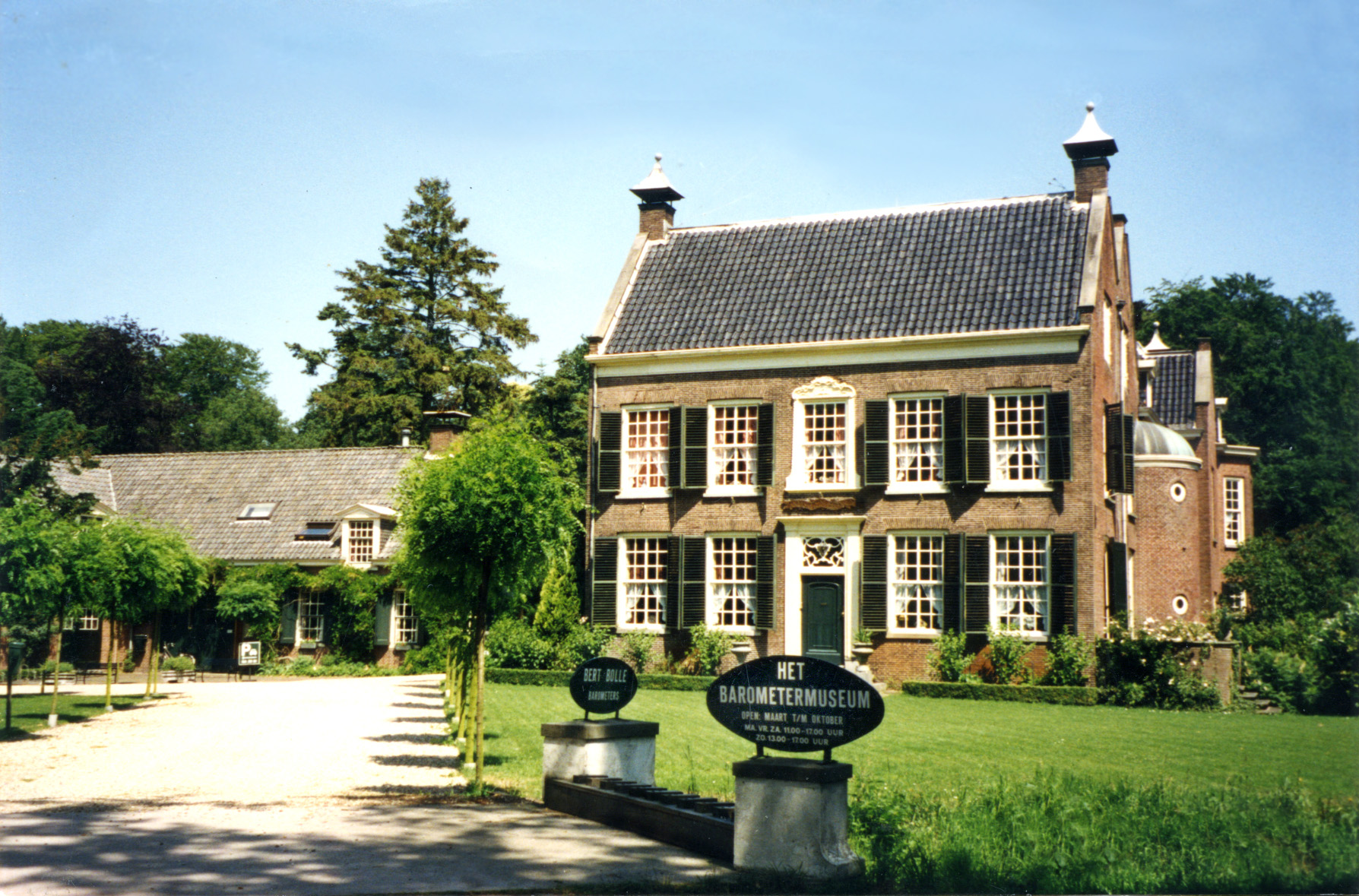
Buitenplaats Rustenhoven, voormalig Barometermuseum, omstreeks 1995

De Dorpsweg vormt de hoofdverkeersader van het oorspronkelijke lintdorp Maartensdijk (Nederland, provincie Utrecht).
Op een kaart uit 1699 heette de dorpsweg nog Martens Dyck, naar Sint Maarten. Later is men deze naam als naam van het dorp gaan gebruiken. Tot in de eerste helft van de 20e eeuw is de naam toen Kerkstraat geweest. Pas sinds die tijd is de naam Dorpsweg.
In het jaar 1405 is de basis voor de Dorpsweg gelegd toen men hier, tijdens de ontginning van het veengebied Oostveen vanuit het zuiden, een dijk aanlegde, een zogenaamde dwarsdijk of ontginningsas. Langs de noordzijde van de dijk is toen tevens een ontwateringssloot aangelegd, die het water vanaf de Utrechtse Heuvelrug in westelijke richting afvoert. Deze sloot ligt er nu nog. Geleidelijk zijn er aan de zuidzijde van de weg meer zijwegen en bebouwing gekomen.
De Dorpsweg eindigt in het westen bij de aansluiting op de Tolakkerweg en gaat in het oosten bij de voormalige gemeentegrens tussen Maartensdijk en De Bilt over in de Maartensdijkseweg. Op 170 meter vanaf de Tolakkerweg wordt de Dorpsweg gekruist door de spoorlijn Utrecht – Hilversum en op zo’n 240 meter vanaf de Tolakkerweg door de A27.
Aan weerszijden van de Dorpsweg zijn er tussen nieuwe huizen nog vele oude boerderijen te vinden. Beide uiteinden worden gemarkeerd door enkele monumentale gebouwen: aan de westzijde het voormalige gemeentehuis en de Nederlands-Hervormde Kerk, aan de oostzijde Rustenhoven en Eyckenstein.